# Gare de Corbetta - Santo-Stefano-Ticino
La gare de Corbetta - Santo-Stefano-Ticino (en italien, stazione di Corbetta - Santo Stefano Ticino) est une gare ferroviaire italienne de la ligne de Turin à Milan, située sur le territoire de la commune de Santo Stefano Ticino, en limite de la commune de Corbetta, dans la province de Milan en région de Lombardie.

## Situation ferroviaire
Établie à environ 145 mètres d'altitude, la gare de Corbetta - Santo-Stefano-Ticino est située au point kilométrique (PK) 123,688 de la ligne de Turin à Milan entre les gares de Magenta et de Vittuone - Arluno.

## Histoire
La station de Corbetta - Santo-Stefano-Ticino est mise en service, sur le territoire de la commun de Santo Stefano Ticino, en 1935, elle est située sur la ligne de Turin à Milan.